# Jura-Simplon-Bahn

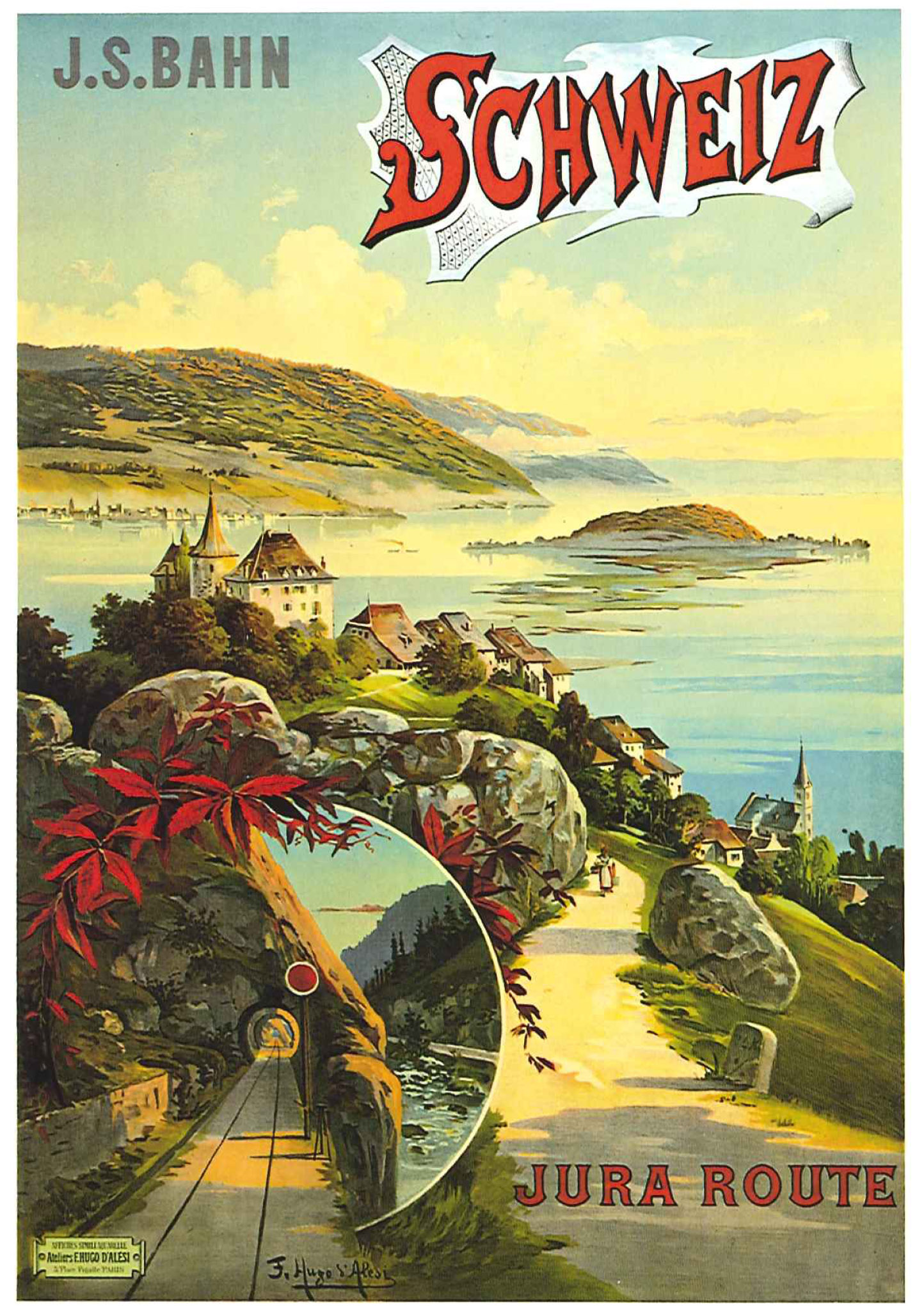
Affiche voor de Jura-Simplon-Bahn uit 1895.

De Jura-Simplon-Bahn, Chemin de fer Jura-Simplon (afgekort: JS) is een voormalige Zwitserse spoorwegonderneming uit de periode 1890 tot 1903.

## Geschiedenis
De Jura-Simplon-Bahn ontstond in 1890 door een fusie van de Suisse Occidentale-Simplon (afgekort SOS) met de Pont-Vallorbe-Bahn. Na zeven jaar volgde in 1898 de aankoop van de Jura-Bern-Luzern-Bahn.
Het net reikte van Bazel tot de grensovergang met Frankrijk in Delle, La Chaux-de-Fonds, Les Verrières, Vallorbe, Genève en Brig, eveneens Brienz, Meiringen in aansluiting van de Brünigbahn tot Luzern met een totale lengte van 937 km.
De JS legde reeds na een jaar na de oprichting het definitieve plan voor de Simplontunnel voor en in 1895 was het staatsverdrag met Italië voor de bouw van de "langste tunnel" ter wereld van Brig naar Iselle in Italië. In 1898 werd met de bouwwerkzaamheden begonnen. Nog tijdens de bouw werd de Jura-Simplon-Bahn op 1 mei 1903 overgenomen door de staat, waardoor de Schweizerische Bundesbahnen (SBB) de bouw van de Simplontunnel in 1906 afrondde.

## Traject
Het aangelegde traject is onderdeel van de Simplon spoorlijn van Lausanne naar Brig.